# Celso Güity
Celso Güity   (la Ceiba, 7 d'agost de 1955 - Miami, 12 de febrer de 2021) fou un futbolista hondureny de la dècada de 1980.
Fou internacional amb la selecció de futbol d'Hondures amb la qual participà a la copa del Món de futbol de 1982.
A nivell de club destacà com a jugador de Marathón.